# اختبار بارفود

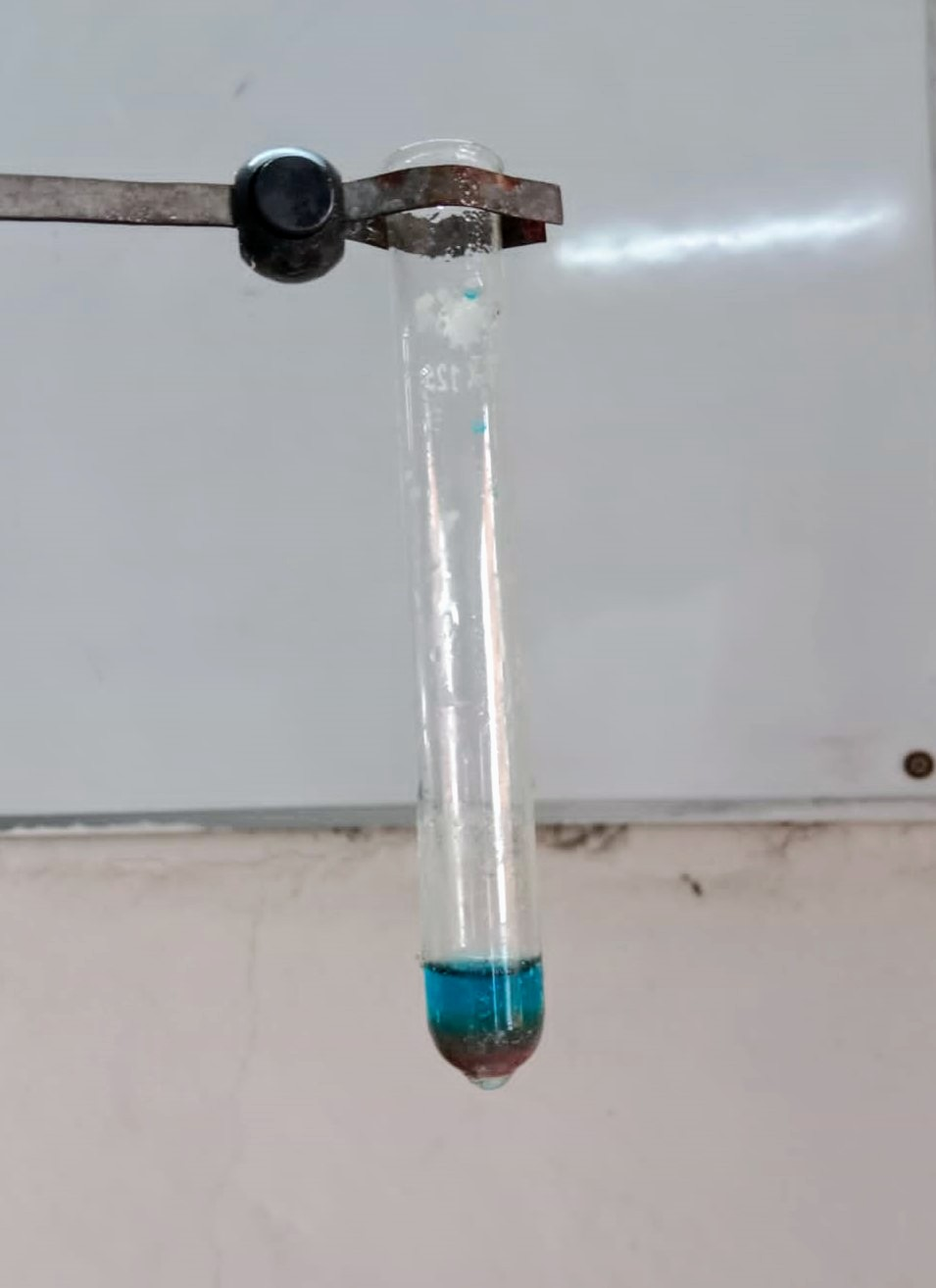

اختبار بارفود هو اختبار كيميائي يجرى للكشف عن وجود السكريات الأحادية. ويعتمد اختبار بارافويد على اختزال خلات النحاس الثنائي إلى راسب أحمر طوبي من أكسيد النحاس الأحادي (Cu2O).
{\displaystyle \mathrm {RCHO+2Cu^{2+}+2H_{2}O\longrightarrow RCOOH+Cu_{2}O+4H^{+}} }
السكريات الثنائية تتفاعل أيضاً مع هذا الكاشف ولكن التفاعل يكون بطيء جداً.
مجموعة الألدهيد في السكر الأحادي والتي تكون عادة هيمي أسيتال حلقي تتأكسد إلى مجموعة كربوكسيل.
هذا الاختبار اخترعه الكيميائي الدنماركي Christen Thomsen Barfoed واستخدم هذا الاختبار في البداية في علم النبات.
هذا الاختبار مشابه لتفاعل محلول فهلنج مع الالدهيدات.